# Fermenty
Fermenty – powieść Władysława Reymonta, będąca dalszą częścią opowieści o Jance Orłowskiej, głównej bohaterce powieści Komediantka.
Akcja książki rozgrywa się głównie w  Bukowcu, miejscowości w której jej ojciec pracuje  na stanowisku naczelnika stacji kolei warszawsko-wiedeńskiej.